# Ruhlsdorf (Teltow)
Ruhlsdorf ist ein kleines Straßendorf und Ortsteil der Stadt Teltow im Landkreis Potsdam-Mittelmark. Der Ort liegt auf der Hochfläche Teltow südlich des Stadtzentrums von Teltow.

## Geschichte

### 13. bis 17. Jahrhundert
Die erste urkundliche Erwähnung von Ruervelstorp und Rueueltstorp stammt aus dem Jahr 1299, als Markgraf Hermann den Ort zusammen mit der Stadt Teltow dem Bischof von Brandenburg übereignete. Weitere Schreibweisen waren 1375 Rudolstorf oder Rulofstorff, 1247 Rulestorf, 1450 Rulstorff und ab 1718 Ruhlsdorf. Er erhielt das Ober- und Untergericht, die Dienste sowie die Bede und weitere Abgaben.
Im Landbuch Karls IV. waren insgesamt 50 Hufen verzeichnet, von denen der Pfarrer drei und der Lehnschulze vier besaß. Für jede Hufe musste der Eigentümer je sechs Scheffel Roggen und Hafen als Pacht sowie zwei Schillinge als Zins an die Kirche entrichten. Ein Krugrecht bestand zu dieser Zeit nicht; ebenso fehlte ein Rittersitz. Allerdings gab es „seit alters her hier eine Windmühle“, die jedoch wüst „wegen Armut“ gefallen war. Vor 1427 teilte der Bischof das Dorf auf. Eine Hälfte mit Ober- und Untergerichtsbarkeit sowie dem Kirchenpatronat erhielt der kurfürstliche Geheime Rat Paul Murring (Morring), die andere Hälfte die von Dyrike (Diricke). Deren Söhne verkauften es wiederum 1447 an Bartholomäus Berkholz (Bergholz) aus Cölln. In den darauffolgenden Jahrzehnten wechselte der Ort mehrfach den Besitzer, bis es Anfang des 17. Jahrhunderts an Henning von Rathenow kam. Er errichtete ein Vorwerk bestehend aus zwei Höfen mit je sieben Hufen. Das Dorf wurde im Dreißigjährigen Krieg zerstört. Die Gemarkung fiel 1639 an Otto von Britzke, der es wiederum an Ernst von Stockheim verkaufte. 1648 lag der Ort wüst. 1652 lebten lediglich noch sechs Kötter mit zwei Söhnen in Ruhlsdorf.

### 18. bis 19. Jahrhundert
In der Folgezeit zogen fünf Bauern zu und belebten den Ort. 1701 entstand ein Rittersitz neben zwei neu erbauten Scheunen, Ställen einem Kornboden sowie Gärten. Außerdem entstand vor dem Dorf eine Schäferei, eine (neue) Windmühle sowie ein Weinberg. Das Rittergut war 16 Hufen groß, die elf Kötter einschließlich des Schulzen sowie des Krügers hatten je zwei Hufen. Hinzu kamen zwei Pfarr- und ein Kirchhufen. 1711 bestanden neun Giebel (=Wohnhäuser) „in allem“. Darin wohnten der Hirte, ein Schmied sowie ein Paar Hausleute. Da von Stockheim keine Nachkommen hatte, wurde Martin von Thiele vom König mit dem Ort belehnt. Seine Witwe verkaufte es 1752 an Leopold von Retzow. 1771 bestanden nach wie vor neun Giebel; die Einwohner zahlten für 31 Hufen ja acht Groschen an Abgaben. 1784 schlug ein Blitz in die Dorfkirche ein und zerstörte den Westturm. Die Kirchengemeinde begann jedoch unverzüglich mit dem Wiederaufbau, der bereits ein Jahr später abgeschlossen werden konnte. Von Retzow verkaufte den Ort 1804 an W. von Rappard. Dieser schloss mit den Kossäten in Ruhlsdorf eine Vereinbarung, die in ihrer Folge mit Wirkung zum 28. Juni 1819 zur Aufhebung von Naturalabgaben sowie von Hand- und Spanndiensten an den Adel führte. Kommunale Aufgaben waren weiterhin von den Kossäten zu leisten.
1813 war der Ort Schauplatz der Befreiungskriege, als Bernadotte am 29. August auf einer Anhöhe sein Lager aufschlug und von dort aus das Kommando über die Schlacht bei Großbeeren übernahm. An dem Platz steht im 21. Jahrhundert eine Linde. 1823 wurden die Kossäten freie Bauern und durften von nun an uneingeschränkt Land und Hof besitzen. Im gleichen Jahr wurde die Filialkirche getrennt; Ruhlsdorf mit Stahnsdorf vereinigt. Das Kirchenpatronat sollte fortan im Wechsel der beiden Orte ausgeübt werden. Das Vorwerk übernahm 1829 der Amtsrat Emil Bouvier, dessen Sohn Louis 1887 die Geschäfte übernahm. Am 19. Juni 1845 zerstörte ein Blitzeinschlag die Windmühle.
In den Jahren 1851 und 1852 führte die Verwaltung eine Flurbereinigung durch, dabei wurden neue Hausnummern vergeben. Die Zählung ergab 32 Wohnhäuser mit 12 Kossäten, zwei Schneider, einen Krüger, einen Müller, einen Weber, einen Schmied sowie einen Händler. 1853 kam es zu mehreren Bränden, bei denen Wohngebäude, aber auch Scheunen zerstört und im Laufe des nächsten Jahres wiederaufgebaut wurden. Die Witwe von Louis Bovier verkaufte Ruhlsdorf schließlich im Jahr 1890 für 850.000 Mark an Berlin. Dort benötigte die Stadtverwaltung weitere Flächen, um die Berliner Rieselfelder anzulegen. Der Ort bestand zu dieser Zeit aus 375 Personen, die in 45 Häusern und 79 Haushaltungen lebten. Einige von ihnen gründeten am 12. November 1893 einen Turnverein, gefolgt von einem Kriegerverein, der sich am 27. Januar 1899 gründete.

### 20. und 21. Jahrhundert

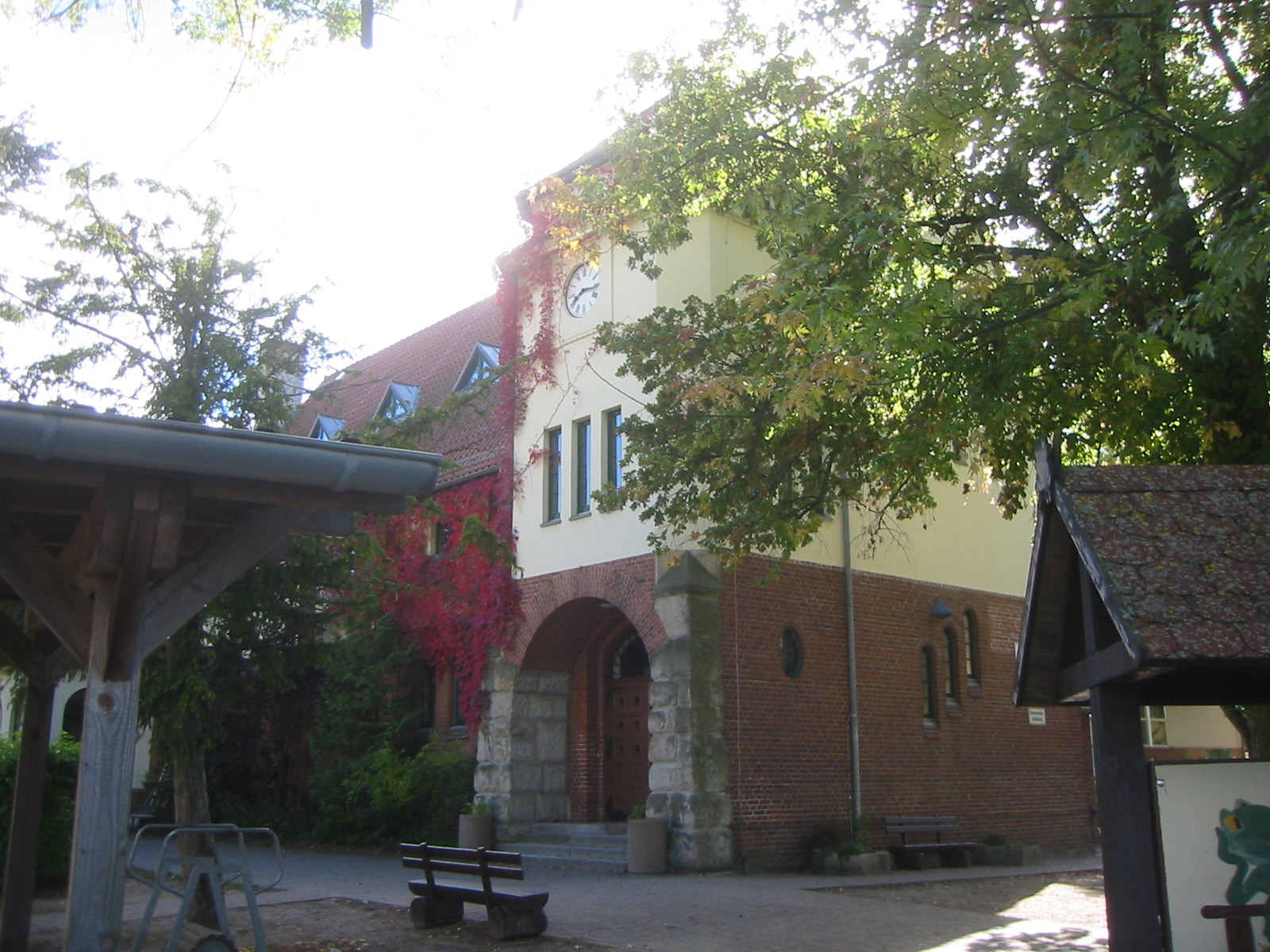
Denkmalgeschütztes Schulgebäude

Durch eine Volkszählung ist bekannt, dass 1900 insgesamt 591 Einwohner in Ruhlsdorf lebten. 1903 erhielt der Ort einen Anschluss an das Gasnetz; die ersten 10 Laternen wurden aufgestellt und am 1. September in Betrieb genommen. Kurz darauf erhielt der Ort am 9. September das erste Telefon – Anschlussinhaber war der Gemeindevorsteher Sommer. Eine Volkszählung am 27. Oktober 1904 ergab 557 Personen, darunter 191 Männer über 14 Jahre, 173 Frauen über 14 Jahre. Sie arbeiten überwiegend in der Landwirtschaft oder üben handwerkliche Gewerke aus. Am 15. Januar 1905 nahm die Kirchengemeinde eine neue Gasheizung in der Kirche in Betrieb. Der Aufbau der Infrastruktur ging weiter – 1906 wurde der Großteil der Haushalte an eine zentrale Wasserversorgung angeschlossen. Zudem beschloss die Gemeindeverwaltung den Bau einer Schule auf dem Grundstück zwischen der Gütergotzer und der Sputendorfer Straße, die im 21. Jahrhundert als Grundschule „Am Röthepfuhl“ besteht. Am 15. April 1907 eröffnete eine Postagentur und ersetzte die bisherige Belieferung durch den Landbriefträger aus Teltow. Ebenfalls zu Beginn des Jahres erhielt Ruhlsdorf den Anschluss an den Bahnhof Teltow, wenn auch zunächst nur, um Güter zu transportieren. Im März 1908 konnte die Gemeinde den Schulneubau einweihen. Die Baukosten beliefen sich auf insgesamt 94.000 Mark. Ruhlsdorf profitierte von der günstigen Lage zu Berlin und wuchs weiter. Zum 1. Dezember 1910 lebten 329 Männer und 326 Frauen in 72 Häusern. Diese wurden ab 1912 von den Berliner Elektricitäts-Werken mit elektrischem Strom versorgt. 1918 gründete sich die „Versuchswirtschaft für Schweinehaltung, -fütterung und -zucht“, die im 21. Jahrhundert ein Schweinemuseum beinhaltet.
Am 1. Januar 1957 wurde Ruhlsdorf aus dem Kreis Zossen in den Kreis Potsdam-Land umgegliedert. 1960 gründete sich eine LPG vom Typ I mit 28 Mitgliedern und 319 Hektar Nutzfläche. Im Jahr 1961 weihte die Gemeinde den Friedrich-Friesen-Sportplatz ein. Seit dem 6. Dezember 1993 gehört Ruhlsdorf zur Stadt Teltow.

## Bevölkerungsentwicklung
| Jahr      | 1734 | 1772 | 1801 | 1817 | 1840 | 1858                  | 1895 | 1925 | 1939 | 1946 | 1964 | 1971 |
| Einwohner | 101  | 136  | 159  | 136  | 185  | Dorf: 236 und Gut: 86 | 486  | 800  | 1178 | 1137 | 894  | 833  |

## Gemeindepartnerschaft
Ruhlsdorf unterhält Partnerschaften mit den gleichnamigen Ortsteilen von Jessen in Sachsen-Anhalt und Marienwerder in Brandenburg.

## Sehenswürdigkeiten

### Bauwerke
Unter Denkmalschutz stehen
- Die Dorfkirche wurde als Feldsteinbau mit eingezogenem Rechteckchor im 13. Jahrhundert errichtet. Sie war Pfarrkirche mit der Filial in Heinersdorf. 1759 erfolgten Veränderungen und der Anbau des 36 Meter hohen Westturmes.
- Die Grundschule „Am Röthepfuhl“ wurde im Jahr 1908 erbaut.

### Natur und Naturdenkmäler

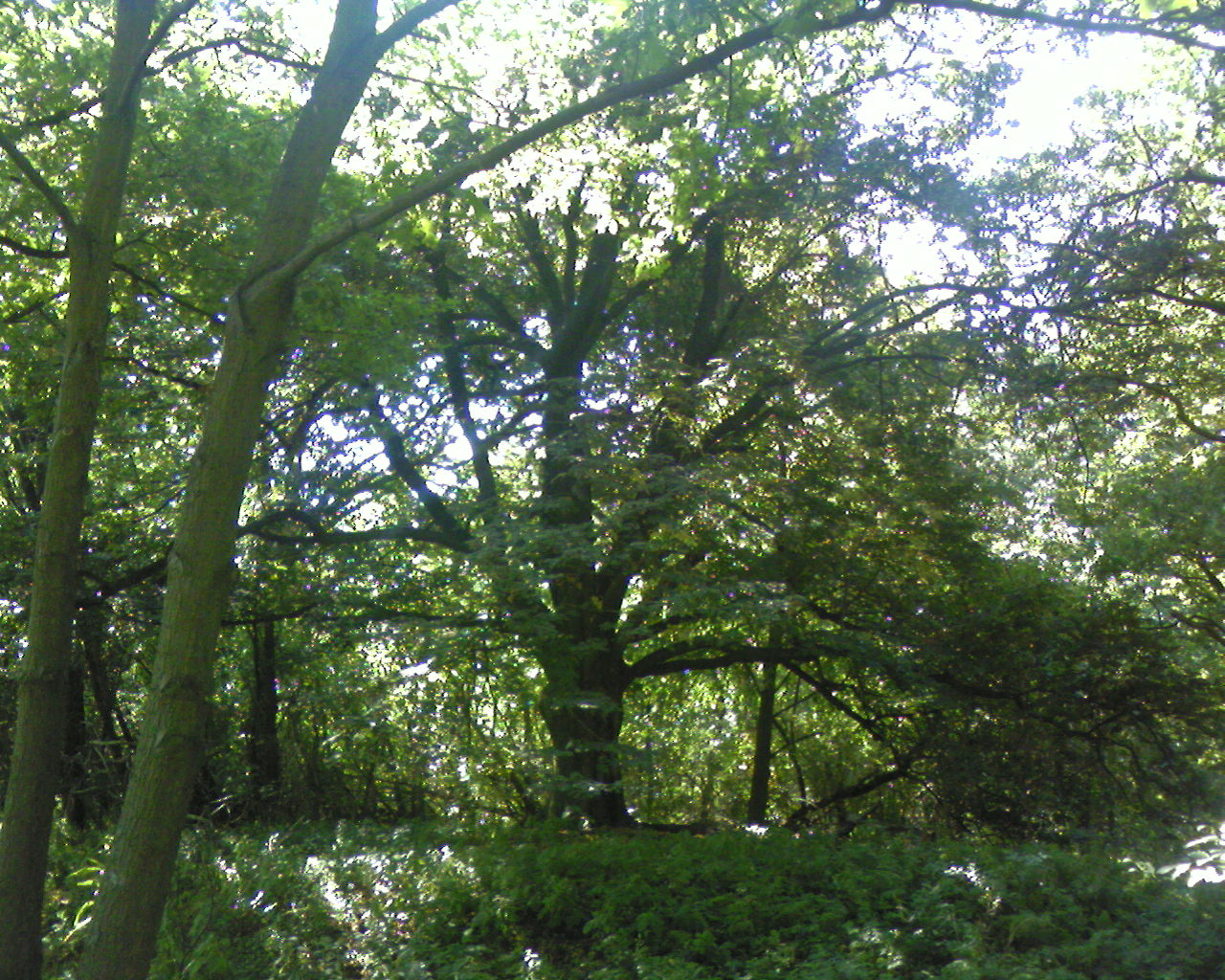
Bernadotte-Linde, zwischen übrigen Bäumen nur anhand Anhöhe zu identifizieren

- Die Bernadotte-Linde ist ein Baum, welcher an die Schlacht bei Großbeeren im Jahr 1813 erinnert. Sie befindet sich auf einer kleinen Anhöhe, von der aus der schwedische Thronfolger Bernadotte schwedische und russische Truppen befehligte.
- Der Röthepfuhl ist ein See in einer rund 11.000 m² Grünanlage. Einer Überlieferung nach waren es Flachsbauern aus Ruhlsdorf, die ihre Ernte zum Einweichen in das Gewässer legten. Hierdurch lösten sich die Fasern in den Halmen, wodurch das Wasser eine rötlich-braune Farbe bekam. Die anschließende Trocknung der Fasern wird als „rösten“ oder „röten“ bezeichnet.[4]

### Museen
Das Deutsche Schweinemuseum präsentiert als einziges Museum seiner Art über das Schwein als Nutztier die historische Entwicklung der Schweinehaltung und -züchtung in Deutschland. Es befindet sich auf dem Gelände der 1918 gegründeten ersten Versuchswirtschaft für Schweinehaltung. Der Besucher erhält Einblicke über die Herkunft und Entwicklung der alten und der Kultur-Rassen, die Fütterung, die Haltung, die Besamung, die Leistungsprüfung, den Transport, die Schlachtung und die Verwertung des wichtigsten Fleischproduzenten. Rund ums Schwein ergänzen kulturhistorische Details die Ausstellung. Die Gesellschaft für Agrargeschichte fördert die Erhaltung der historischen Zeugnisse bäuerlichen Wirtschaftens und hat das Museum als Deutsches Agrarkulturerbe eingestuft.

## Verkehr
Ruhlsdorf ist über Landstraßen mit Potsdam über Güterfelde, Berlin über Teltow, Königs Wusterhausen über Großbeeren sowie Ludwigsfelde verbunden. Die Verlängerung der Nutheschnellstraße tangiert Ruhlsdorf im Abschnitt zwischen Großbeeren und Güterfelde.
Es bestehen Busverbindungen in die Teltower Innenstadt, nach Stahnsdorf und nach Ludwigsfelde. Der S-Bahnhof Teltow-Stadt (S25 & S26) ist in wenigen Minuten erreichbar.